# Mały Przysłop (Tatry Bielskie)
Mały Przysłop (ok. 1165 m) – mało wybitny, lesisty szczyt w grani głównej Tatr na północnej stronie Tatr Bielskich. Taką nazwę i wysokość podaje Władysław Cywiński, autor jedynego szczegółowego przewodnika po Tatrach Bielskich, i za nim Atlas satelitarny. W Wielkiej encyklopedii tatrzańskiej brak takiego wzniesienia, podobnie na mapie Polkartu.
Od wznoszącego się na północ Długiego Wierchu (ok. 1128 m) Mały Przysłop oddzielony jest Podspadzkim Siodłem (1103 m), od znacznie wyższej Starej Jaworzynki (1505 m) na południu – Błotnym Siodłem (ok. 1155 m). W kierunku wschodnim odchodzi od wierzchołka długi, łagodnie nachylony grzbiet – Zdziarskiego Wierchu oddzielający Dolinkę Błotną od Doliny Średnicy.
Administracyjnie Mały Przysłop położony jest na terenie słowackiej miejscowości Zdziar. Znajduje się również w granicach TANAP-u. Najwygodniejsza droga na wierzchołek prowadzi od Błotnego Siodła i nie przedstawia żadnych trudności. Szczyt nie jest jednak dostępny dla turystów, znajduje się bowiem na obszarze ochrony ścisłej Tatrzańskiego Parku Narodowego.
Istnieją rozbieżności między topografią tego rejonu podaną przez W. Cywińskiego, a podaną przez W.H. Paryskiego w Wielkiej encyklopedii tatrzańskiej (Wet). Topografia W. Cywińskiego jest bardziej dokładna, podaje on też inne nazwy. Różnice:
- Cywiński wyróżnia Błotne Siodło i Mały Przysłop, których nie podaje Wet,
- podawane przez Cywińskiego Podspadzkie Siodło w Wet ma nazwę Średnica,
- Podawane przez Cywińskiego wzniesienie Długi Wierch w Wet ma nazwę Wierch Średnica,
- W Wielkiej encyklopedii tatrzańskiej brak nazwy Zdziarski Wierch.